# Ботанический сад Национального университета биоресурсов и природопользования
«Ботанический сад Национального университета биоресурсов и природопользования» (укр. «Ботанічний сад Національного університету біоресурсів і природокористування України») — ботанический сад общегосударственного значения и научно-исследовательское подразделение Национального университета биоресурсов и природопользования (НУБиП), расположенный на территории Голосеевского района Киевского горсовета (Украина). Создан 16 июля 1992 года. Площадь — 47,5 га.

## История
В 1928 году на базе 7 и 8 кварталов Хотовского лесничества (Боярской лесной исследовательской станции) был создан дендрологический сад Киевского лесохозяйственного института (сейчас НУБиП) площадью 6 га. 29 декабря 1988 года согласно указу ректора Украинского сельскохозяйственной академии (сейчас НУБиП) Д. О. Мельничука № 410 был создан ботанический сад Украинского сельскохозяйственной академии. Согласно Постановлению Совета Министров УССР от 13.02.1989 года № 53 ботанический сад получил статус государственного, а согласно Постановлению Верховного Совета Украины от 16.06.1992 года № 2457-ХІІ — общегосударственного значения.

## Описание
Ботанический сад расположен на территории Голосеевского леса, который является частью Голосеевского национального природного парка. Главный вход на территорию ботанический сад расположен на перекрёстке ул. Героев Обороны и Сельскохозяйственного проулка, напротив корпуса № 3 университета (НУБиП), административный вход — на перекрёстке ул. Генерала Родимцева и Героев Обороны (напротив корпуса № 2 НУБиП).
Как добраться Адресː 03041, ул. Генерала Родимцева, 2. Транспортː от ст. м. Лыбедская или Выставочный центр марш. такси № 212, либо от ст. м. Голосеевская автобус № 1 ост. Корпус 1 или Корпус 3 (НУБиП). Ближайшая станция метроː   Голосеевская.

## Природа
Ботанический сад состоит из шести научных лабораторийː дендрологии и лесной селекции, плодово-овощных культур, цветоводства, экологии растений, зоологии, зелёного строительства. Общее количество видов и их гибридов, произрастающих на территории составляет 1499 таксономических единиц.